# Ếch giun đỏ
Ếch giun đỏ, Uraeotyphlus oxyurus, là một loài ếch giun đặc hữu của Ấn Độ.

## Mô tả
Loài này có một cơ thể dày, một cái đầu hẹp, và một cái đuôi ngắn. Cơ thể của nó là màu nâu sẫm với một đuôi trắng. Cằm và họng màu nâu sáng. Đôi mắt của nó khác biệt và được bao quanh bởi một vòng tròn màu trắng. Loài này được tìm thấy ở Tây Ghats phía nam Kerala.

## Hình ảnh

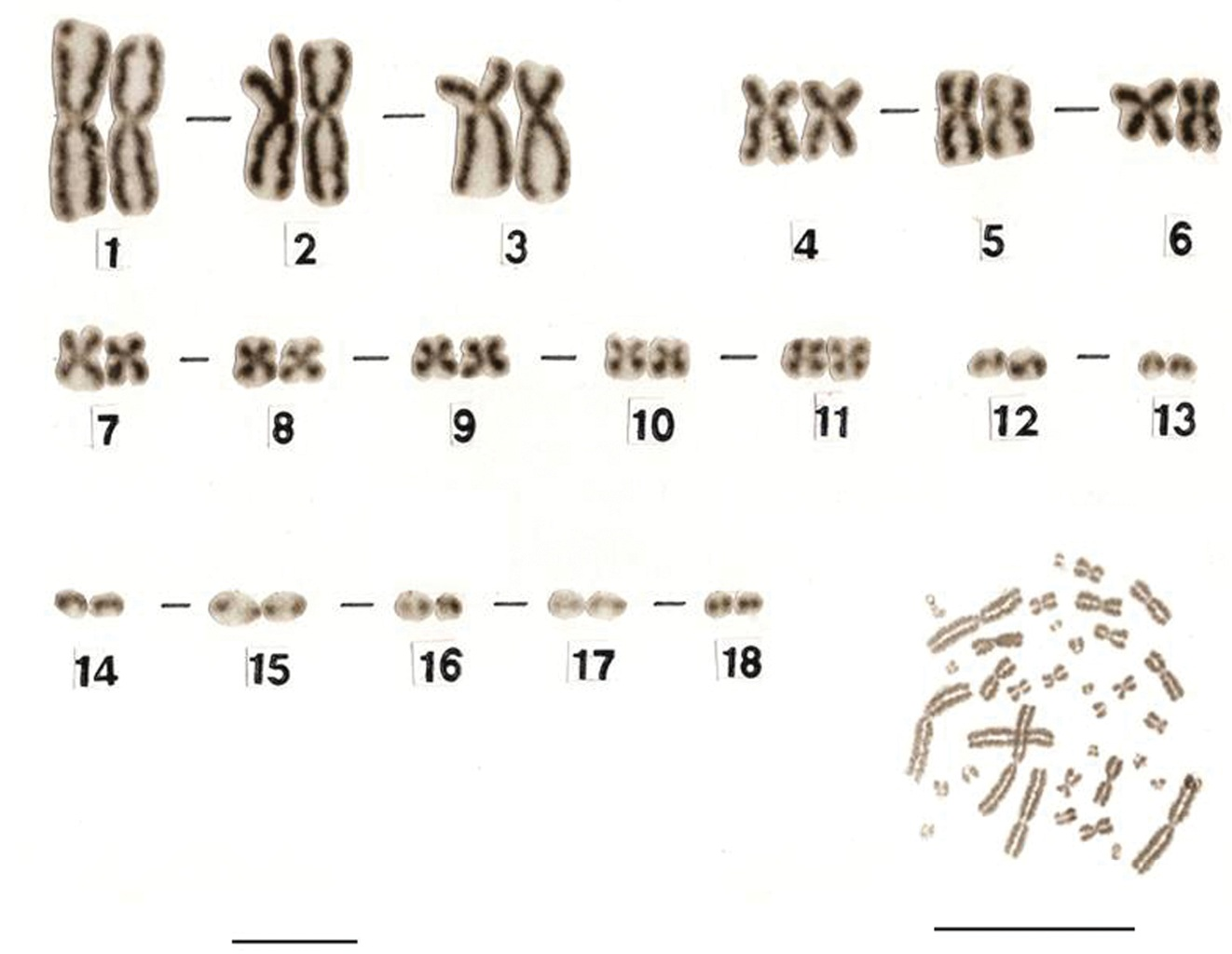